# Maslog
Maslog ist eine philippinische Stadtgemeinde in der Provinz Eastern Samar. Sie hat 5407 Einwohner (Zensus 1. August 2015).

## Baranggays
Maslog ist politisch in zwölf Baranggays unterteilt.
- Bulawan
- Carayacay
- Libertad
- Malobago
- Maputi
- Barangay 1 (Pob.)
- Barangay 2 (Pob.)
- San Miguel
- San Roque
- Tangbo
- Taytay
- Tugas